# Briketi iz biomase
Nastanek briketov iz biomase je proces, ki vključuje več korakov. Najprej se biomasa, ki je lahko lesna sekanci, odpadna biomasa ali druge organske snovi, zdrobi v manjše delce. Nato se suši, da se odstrani odvečna vlaga. Po sušenju se biomasa stisne pod visokim pritiskom in visoko temperaturo, da se ustvarijo briketi.
Pri tem postopku se uporablja vezivo, kot je škrob ali lignin, ki omogoča, da se delci biomase stisnejo skupaj in oblikujejo trdne brikete. Vezivo je pomembno tudi zato, ker zagotavlja, da se briketi ohranijo v svoji obliki in trdnosti.
Nastali briketi iz biomase so učinkovit vir energije, ki se lahko uporablja za ogrevanje domov, industrijske procese ali celo za proizvodnjo električne energije. So obnovljiv vir energije, saj se biomasa redno obnavlja, v nasprotju z drugimi fosilnimi gorivi, kot je nafta ali premog.
Briketi iz biomase so tudi okolju prijaznejša alternativa tradicionalnim fosilnim gorivom, saj pri izgorevanju sproščajo manj škodljivih emisij. Poleg tega so briketi iz biomase ekonomična izbira, saj so cenovno konkurenčni drugim vrstam goriva.
Ves postopek, od priprave biomase do končnega izdelka - briketa, zahteva natančnost in strokovno znanje. Pomembno je skrbno izbrati pravo surovino in uporabiti ustrezne tehnike stiskanja, da se doseže visokokakovosten briket.